# Eliaquim Mangala
Eliaquim Mangala (Parijs, 13 februari 1991) is een Frans voetballer die doorgaans als verdediger speelt. Hij staat onder contract bij het Portugese GD Estoril. Mangala debuteerde in 2013 in het Frans voetbalelftal.

## Clubcarrière

### Jeugd
Mangala is geboren in Colombes, nabij Parijs. In 1996 verhuisde de vijfjarige Mangala samen met zijn ouders naar België, ze vestigden zich in Namen. Na zijn verhuizing naar België begon hij ook te voetballen. Zijn eerste jeugdclub was Lustin, in 2002 ruilde hij deze voor CS Wépionnais om dan twee jaar later zich aan te sluiten bij derdeklasser UR Namen.
Bij deze club presteerde Mangala uitstekend, dit leidde in 2007 tot interesse van Standard Luik. Hij tekende er een driejarig contract als jeugdspeler. Vanaf januari 2008 speelde hij mee met het elftal onder 19 van de club. Door zijn goede prestaties als voornamelijk centrale verdediger mocht hij ook vaak meespelen met de U21.

### Standard Luik
Na een goede indruk te hebben nagelaten bij de jeugdteams mocht Mangala van trainer László Bölöni vanaf het seizoen 2008-2009 meetrainen met de A-Kern, ook tekende hij een contract van vijf jaar en kreeg het rugnummer 22 toegewezen. op 9 november 2008 maakte hij zijn debuut in de met 3–1 gewonnen wedstrijd tegen Germinal Beerschot, hij mocht na 89 minuten invallen. Hij liet zich opmerken als een snelle en sterke centrale verdediger. Mangala mocht voor het eerst starten aan een wedstrijd op 17 januari 2009 tegen FCV Dender EH. In zijn eerste jaar bij Standard zou hij 11 wedstrijden spelen en uiteindelijk ook de landstitel winnen.
Het daaropvolgend seizoen werd hij titularis bij Standard, zeker na het vertrek van Oguchi Onyewu. Op 12 september 2009 maakte hij ook zijn eerste doelpunt als professional, hij scoorde tegen KV Mechelen. Later zou hij zelfs scoren tegen Arsenal FC in de UEFA Champions League. In het daaropvolgende seizoen werd hij met Standard net geen kampioen, op de laatste speeldag speelde ze gelijk tegen KRC Genk en zo eindigden ze beiden met 51 punten in play-off 1, maar omdat Genk de reguliere competitie beter afsloot werd Genk kampioen, een week later won hij met de club wel de Beker van België. Hij scoorde zelfs in de vierendertigste minuut.

### FC Porto
Lange tijd leek Mangala op weg Valencia CF. Standard zelf was rond met Valencia, maar omdat een van de managers van Mangala niet bij de onderhandelingen betrokken was ketste de transfer af. Onder invloed van de toen inmiddels ex-topman van Standard Luciano D'Onofrio, die veel goede contacten heeft in het Portugese voetbal, stapte hij op 14 augustus 2011 samen met Steven Defour over naar FC Porto. Porto betaalde zeven miljoen voor de verdediger.
In zijn eerste seizoen voor Porto speelde hij als vervanger voor jongens als Maicon, Nicolás Otamendi en Rolando. Hij werd in zijn eerste seizoen direct Landskampioen. In zijn tweede seizoen brak hij echt helemaal door. Hij scoorde 4 goals in de competitie, ook in het 2–2 gelijkspel tegen aartsrivaal SL Benfica. Door zijn goede prestaties werd hij in verband gebracht met clubs als AC Milan, Manchester United FC en FC Barcelona.
Hij bleef uiteindelijk nog een seizoen bij de Portugese grootmacht. Vooral in de Europa League maakte hij indruk. In de kwartfinale tegen Sevilla FC kopte hij in de thuiswedstrijd zijn ploeg naar een 1–0 winst, dit was niet voldoende om de kwalificatie te bekomen, een week later verloren ze met 4–1 in Spanje. Dat seizoen speelde Porto voor het eerst sinds 2010 geen kampioen, zelf speelde hij wel een uitmuntend seizoen.

### Manchester City FC
Op 11 augustus 2014 werd bekendgemaakt dat hij naar Manchester City verhuisde.

## Clubstatistieken
| Seizoen     | Club             | Competitie       | Competitie | Competitie | Competitie | Beker | Beker | Beker | Europa | Europa | Europa | Totaal | Totaal | Totaal |
| Seizoen     | Club             | Competitie       | Wed.       | Dlp.       | Ass.       | Wed.  | Dlp.  | Ass.  | Wed.   | Dlp.   | Ass.   | Wed.   | Dlp.   | Ass.   |
| ----------- | ---------------- | ---------------- | ---------- | ---------- | ---------- | ----- | ----- | ----- | ------ | ------ | ------ | ------ | ------ | ------ |
| 2008/09     | Standard Luik    | Eerste klasse    | 10         | 0          | 2          | 0     | 0     | 0     | 3      | 0      | 0      | 13     | 0      | 2      |
| 2009/10     | Standard Luik    | Eerste klasse    | 31         | 1          | 1          | 3     | 0     | 0     | 11     | 1      | 1      | 45     | 2      | 2      |
| 2010/11     | Standard Luik    | Eerste klasse    | 35         | 1          | 0          | 6     | 1     | 2     | –      | –      | –      | 41     | 2      | 2      |
| Club Totaal | Club Totaal      | Club Totaal      | 76         | 2          | 3          | 9     | 1     | 2     | 14     | 1      | 1      | 99     | 4      | 6      |
| 2011/12     | FC Porto         | Primeira Liga    | 7          | 0          | 0          | 5     | 1     | 0     | 2      | 0      | 0      | 14     | 1      | 0      |
| 2012/13     | FC Porto         | Primeira Liga    | 23         | 4          | 1          | 8     | 3     | 0     | 8      | 0      | 0      | 39     | 7      | 1      |
| 2013/14     | FC Porto         | Primeira Liga    | 21         | 2          | 0          | 9     | 1     | 0     | 12     | 3      | 1      | 42     | 6      | 1      |
| Club Totaal | Club Totaal      | Club Totaal      | 51         | 6          | 1          | 22    | 5     | 0     | 22     | 3      | 1      | 95     | 14     | 2      |
| 2014/15     | Manchester City  | Premier League   | 25         | 0          | 2          | 3     | 0     | 0     | 3      | 0      | 0      | 31     | 0      | 2      |
| 2015/16     | Manchester City  | Premier League   | 23         | 0          | 0          | 3     | 0     | 1     | 7      | 0      | 0      | 33     | 0      | 1      |
| Club Totaal | Club Totaal      | Club Totaal      | 48         | 0          | 2          | 6     | 0     | 1     | 10     | 0      | 0      | 64     | 0      | 3      |
| 2016/17     | → Valencia CF    | Primera División | 30         | 2          | 0          | 3     | 0     | 0     | –      | –      | –      | 33     | 2      | 0      |
| Club Totaal | Club Totaal      | Club Totaal      | 30         | 2          | 0          | 3     | 0     | 0     | 0      | 0      | 0      | 33     | 2      | 0      |
| 2017/18     | Manchester City  | Premier League   | 9          | 0          | 0          | 4     | 0     | 0     | 2      | 0      | 0      | 15     | 0      | 0      |
| Club Totaal | Club Totaal      | Club Totaal      | 57         | 0          | 2          | 10    | 0     | 1     | 12     | 0      | 0      | 79     | 0      | 3      |
| 2017/18     | → Everton        | Premier League   | 2          | 0          | 0          | 0     | 0     | 0     | –      | –      | –      | 2      | 0      | 0      |
| Club Totaal | Club Totaal      | Club Totaal      | 2          | 0          | 0          | 0     | 0     | 0     | 0      | 0      | 0      | 2      | 0      | 0      |
| 2018/19     | Manchester City  | Premier League   | 0          | 0          | 0          | 0     | 0     | 0     | 0      | 0      | 0      | 0      | 0      | 0      |
| Club Totaal | Club Totaal      | Club Totaal      | 57         | 0          | 2          | 10    | 0     | 1     | 12     | 0      | 0      | 79     | 0      | 3      |
| 2019/20     | Valencia CF      | Primera División | 8          | 0          | 0          | 1     | 0     | 0     | 2      | 0      | 0      | 11     | 0      | 0      |
| 2020/21     | Valencia CF      | Primera División | 7          | 0          | 0          | 3     | 0     | 0     | –      | –      | –      | 10     | 0      | 0      |
| Club Totaal | Club Totaal      | Club Totaal      | 45         | 2          | 0          | 7     | 0     | 0     | 2      | 0      | 0      | 54     | 2      | 0      |
| 2021/22     | AS Saint-Étienne | Ligue 1          | 15         | 1          | 0          | 0     | 0     | 0     | –      | –      | –      | 15     | 1      | 0      |
| Club Totaal | Club Totaal      | Club Totaal      | 15         | 1          | 0          | 0     | 0     | 0     | 0      | 0      | 0      | 15     | 1      | 0      |
| TOTAAL      | TOTAAL           | TOTAAL           | 246        | 11         | 6          | 48    | 6     | 3     | 50     | 4      | 2      | 344    | 21     | 11     |

## Interlandcarrière
Mangala speelde in de jeugd voor België, hoewel hij niet in het bezit was van de Belgische nationaliteit. Door zijn goede prestaties werd hij op 5 november 2009 opgeroepen voor een vriendschappelijke interland van Frankrijk –21 tegen Tunesië. Mangala maakte op woensdag 5 juni 2013 onder leiding van bondscoach Didier Deschamps zijn debuut in het Frans voetbalelftal, in een oefeninterland uit tegen Uruguay (1–0 nederlaag), net als Clément Grenier, Alexandre Lacazette en Joshua Guilavogui. Deschamps nam Mangala in mei 2014 op in de selectie voor het wereldkampioenschap voetbal in Brazilië. Bij alle vijf wedstrijden zat hij op de reservebank. Deschamps nam Mangala op 12 mei 2016 op in de Franse selectie voor het EK 2016, in eigen land. Hierop bereikten zijn ploeggenoten en hij de finale, die ze met 0–1 verloren van Portugal.
| Interlands van Eliaquim Mangala voor Frankrijk | Interlands van Eliaquim Mangala voor Frankrijk | Interlands van Eliaquim Mangala voor Frankrijk | Interlands van Eliaquim Mangala voor Frankrijk | Interlands van Eliaquim Mangala voor Frankrijk | Interlands van Eliaquim Mangala voor Frankrijk |
| №                                              | Datum                                          | Wedstrijd                                      | Uitslag                                        | Soort wedstrijd                                | Doelpunten                                     |
| Als speler bij FC Porto                        | Als speler bij FC Porto                        | Als speler bij FC Porto                        | Als speler bij FC Porto                        | Als speler bij FC Porto                        | Als speler bij FC Porto                        |
| ---------------------------------------------- | ---------------------------------------------- | ---------------------------------------------- | ---------------------------------------------- | ---------------------------------------------- | ---------------------------------------------- |
| 1.                                             | 5 juni 2013                                    | Uruguay – Frankrijk                            | 1 – 0                                          | Vriendschappelijk                              |                                                |
| 2.                                             | 5 maart 2014                                   | Frankrijk – Nederland                          | 2 – 0                                          | Vriendschappelijk                              |                                                |
| 3.                                             | 1 juni 2014                                    | Frankrijk – Paraguay                           | 1 – 1                                          | Vriendschappelijk                              |                                                |
| Als speler bij Manchester City                 |                                                |                                                |                                                |                                                |                                                |
| 4.                                             | 11 oktober 2014                                | Frankrijk – Portugal                           | 2 – 1                                          | Vriendschappelijk                              |                                                |
| 5.                                             | 18 november 2014                               | Frankrijk – Zweden                             | 1 – 0                                          | Vriendschappelijk                              |                                                |
| 6.                                             | 7 september 2015                               | Frankrijk – Servië                             | 2 – 1                                          | Vriendschappelijk                              |                                                |
| 7.                                             | 11 oktober 2015                                | Denemarken – Frankrijk                         | 1 – 2                                          | Vriendschappelijk                              |                                                |
| 8.                                             | 3 juli 2016                                    | Frankrijk – IJsland                            | 5 – 2                                          | EK 2016                                        |                                                |

## Erelijst
| Competitie                    |               |                  |               |               |
| Competitie                    | Aantal        | Jaren            |               |               |
| Standard Luik                 | Standard Luik | Standard Luik    | Standard Luik | Standard Luik |
| ----------------------------- | ------------- | ---------------- | ------------- | ------------- |
| Belgisch kampioen             | 1x            | 2008/09          |               |               |
| Beker van België              | 1x            | 2010/11          |               |               |
| Belgische Supercup            | 1x            | 2009             |               |               |
| FC Porto                      |               |                  |               |               |
| Kampioen Primeira Liga        | 2x            | 2011/12, 2012/13 |               |               |
| Supertaça Cândido de Oliveira | 2x            | 2012, 2013       |               |               |